# Autogiro Company of America AC-35
Conçu par l'Autogiro Company of America (en) (ACA), l'AC-35 fut une première tentative de conception d'une voiture volante (en anglais : « roadable aircraft ») aux États-Unis au cours des années 1930. Bien qu'il fût testé avec succès, il n'entra jamais en production. Une tentative de relancer sa production dans les années 1960 — en version « non-routière » — ne connut pas plus de succès.

## Conception et développement

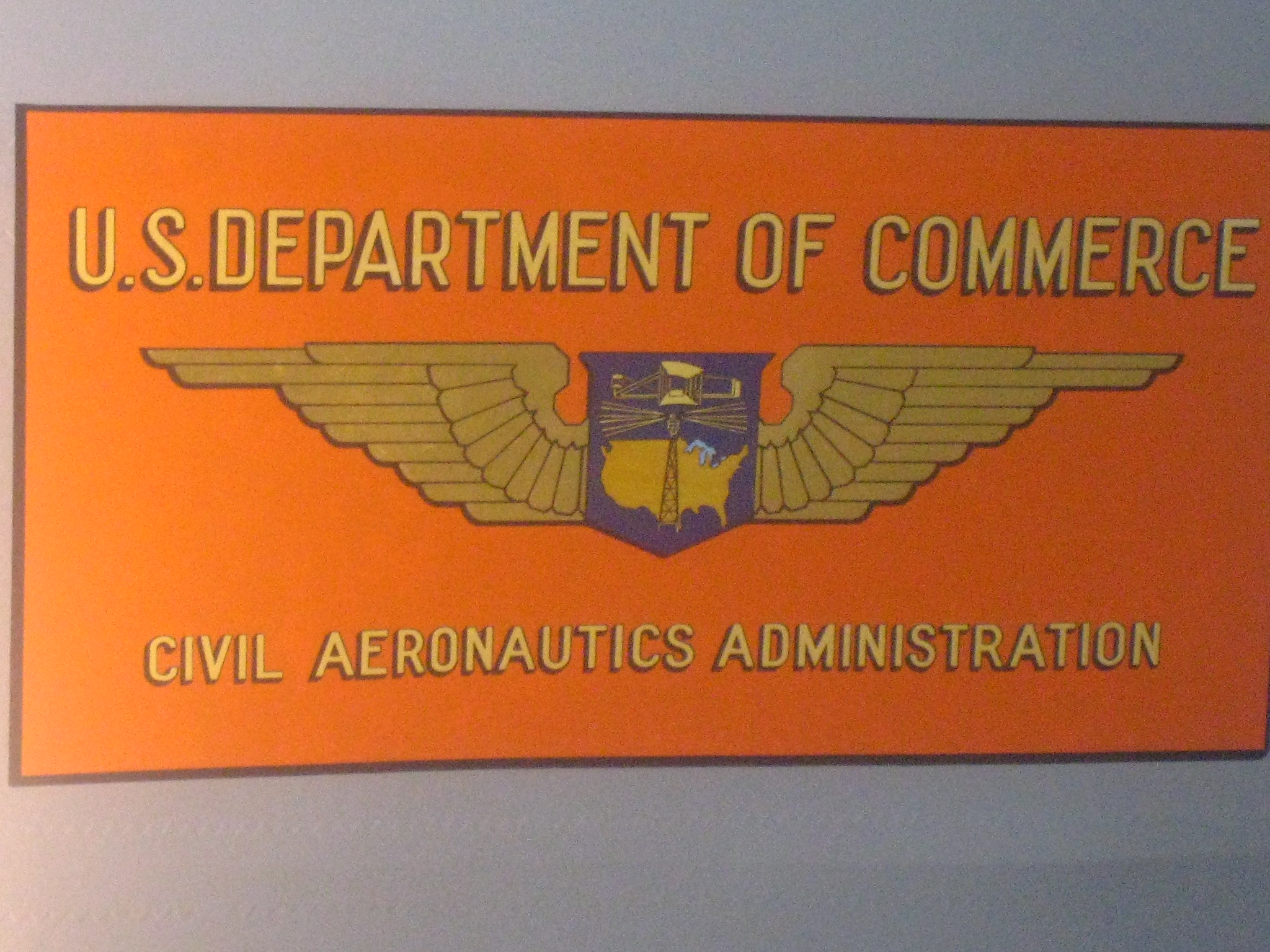
Logo sur le côté de l'AC-35.

Le processus de conception de l'appareil débuta en 1935. La Section de développement expérimentale du Bureau of Air Commerce (élément du département du Commerce des États-Unis) reçut un contrat pour la construction d'une voiture volante basé sur l'autogyre PA-22 de la compagnie mère de l'ACA, la Pitcairn Autogiro Company (en). Le véhicule pouvait voler à grande vitesse en l'air, puis rouler jusqu'à des vitesses de 40 km/h au sol, avec ses rotors repliés. Six autres compagnies reçurent des contrats pour produire une voiture volante, mais l'AC-35 fut le seul appareil à répondre à tous les besoins,.
L'AC-35 était doté de deux sièges côte-à-côte et d'un petit compartiment à bagages. Le fuselage était une combinaison de structure tubulaire en acier à l'avant et de bois dans la queue, avec un revêtement intégralement en tissu. Le moteur était installé à l'arrière, avec une hélice à l'avant entraînée via un arbre de transmission. Le véhicule avait trois roues de taille égale : deux à l'avant, une à l'arrière. La roue arrière était orientable et entraînée à l'aide d'un arbre la reliant au moteur, tandis que les roues avant fixes,.

## Histoire opérationnelle

L'AC-35 arrive au département du Commerce, à Washington, le 2 octobre 1936.

Le 26 mars 1935, l'AC-35 effectua son premier vol aux mains du pilote d'essai James G. Ray et équipé d'hélices contrarotatives. Elles furent plus tard remplacées par une hélice classique, en raison d'un niveau sonore trop important. Le 2 octobre 1936, Ray fit atterrir l'AC-35 dans un parc du centre ville de Washington, DC, où il fut exposé. Le 26 octobre 1936, l'avion fut converti en configuration routière. Ray le conduisit jusqu'à l'entrée principale du Bâtiment du Commerce, où il fut autorisé à entrer par John H. Geisse, chef de la Branche Aéronautique. Il fut ensuite emmené vers Bolling Field (en) pour y subir des tests supplémentaires par Henry « Hap » Arnold.
L'appareil fut testé par l'Autogiro Company of America à Pitcairn field jusqu'en 1942. En 1950, le Bureau of Air Commerce transféra l'AC-35 à la Smithsonian Institution.

## Version dérivée
En 1961, Skyway Engineering Company, Inc. à Carmel, dans l'Indiana, acheta la licence de l'AC-35 pour en produire une version non-routière, propulsée par un Lycoming O-290-D2BS (en) de 135 ch (99,3 kW). Un exemplaire fut construit et testé à Terry Field, à Indianapolis, mais la compagnie échoua à trouver des clients et l'appareil n'entra jamais en production en série.

## Spécifications techniques (AC-35)
Données de Cierva Autogiros: The Development of Rotary-Wing Flight, Aerofiles.
Caractéristiques générales
- Équipage : 2 membres
- Longueur : 4,95 m
- Envergure :
- Diamètre rotor : 10,44 m
- Surface alaire :
- Surface disque rotor : 85,60 m2
- Moteur : 1   moteur à 7 cylindres en étoile refroidis par air Pobjoy Cascade (en) de 90 ch (67 kW)

 Performances 
- Vitesse de croisière : 121 km/h

### Magazines
- (en) « Tilting Rotor Steers New Autogyro », Popular Science,‎ octobre 1933, p. 19 (lire en ligne).